# Wasserkuppe

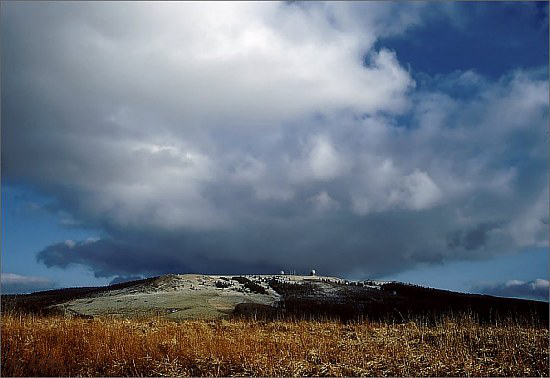
Wasserkuppe

Wasserkuppe är ett 950 meter högt berg i det tyska förbundslandet Hessen. Det utgör Hessens högsta punkt och ingår i bergsområdet Rhön. Wasserkuppe ligger i naturskyddsområdet Hessische Rhön, mellan orterna Gersfeld och Poppenhausen och cirka 30 kilometer sydost om staden Fulda.
Sedan 1910 har berget varit en viktig plats för olika former av flygsport. Här utarbetades regler och gjordes förberedelserna inför de Olympiska sommarspelen 1940 då segelflyg skulle ha blivit en olympisk gren.